# ایوانوما، میاگی
ایوانوما در استان میاگی در کشور ژاپن واقع شده‌است که دارای جمعیت ۴۴٬۵۹۵ نفر و مساحت ۶۰٫۷۲ کیلومتر مربع با تراکم جمعیت ۷۳۴ نفر در کیلومترمربع است و در تاریخ ۱ نوامبر ۱۹۷۱ به عنوان شهر شناخته شد.